# Abaí
Abaí è un centro abitato del Paraguay, situato nel dipartimento di Caazapá; dal 4 ottobre 1960 è uno dei distretti del dipartimento.

## Popolazione
Al censimento del 2002 la località contava una popolazione urbana di 2.640 abitanti (26.175 nell'esteso distretto).

## Caratteristiche
Situata alla congiunzione tra due catene montuose, la Cordillera del Ybyturuzú e la Cordillera de Caaguazú, Abaí è una località essenzialmente agricola. Le coltivazioni più diffuse sono quelle della soia, del mais, del frumento e del girasole.